# Zaisertshofen

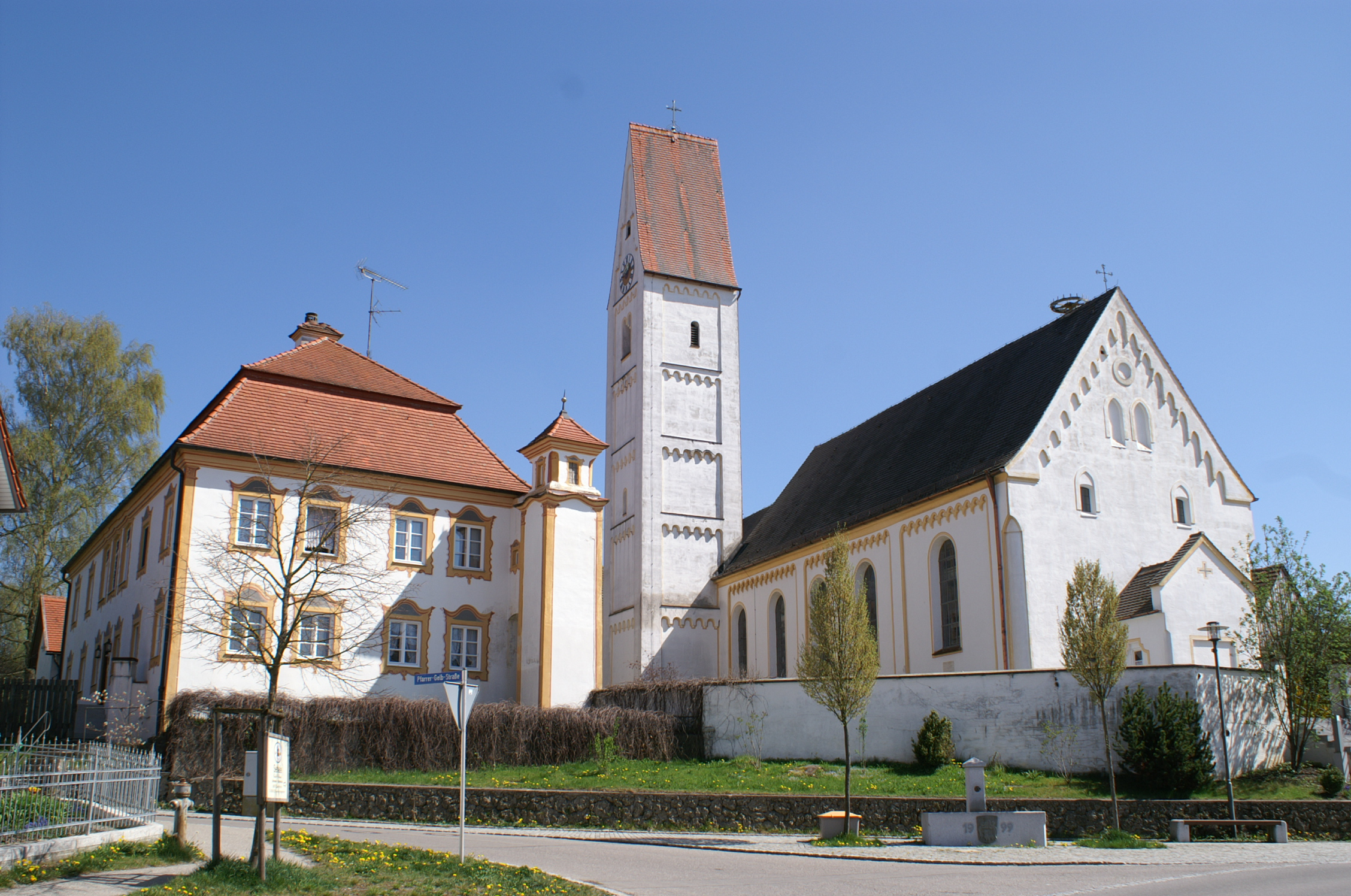
Kirche St. Silvester in Zaisertshofen

Zaisertshofen ist ein Pfarrdorf und Ortsteil der Marktgemeinde Tussenhausen im oberschwäbischen Landkreis Unterallgäu in Bayern.

## Geschichte
Die Pfarrkirche St. Silvester ist ein spätgotischer Bau aus der zweiten Hälfte des 15. Jahrhunderts. 1471 erwarb Eglof von Riedheim neben der Herrschaft Angelberg auch das Dorf Zaisertshofen, das das Schicksal der Herrschaft bis 1806 teilte. Im Zuge der Verwaltungsreformen im Königreich Bayern entstand mit dem Gemeindeedikt von 1818 die damalige Gemeinde Zaisertshofen mit den Orten Hellziegl und Ziegelstadel. Durch die Eingemeindung nach Tussenhausen am 1. Mai 1978 verlor die Gemeinde ihre politische Selbstständigkeit.